# Episodi di NCIS - Unità anticrimine (ventunesima stagione)
La ventunesima stagione della serie televisiva NCIS - Unità anticrimine, composta da 10 episodi, è stata trasmessa in prima visione assoluta negli Stati Uniti d'America da CBS dal 12 febbraio al 6 maggio 2024.
In Italia la stagione è stata trasmessa in prima visione assoluta su Rai 2 dal 20 settembre al 15 novembre 2024 e in replica su Sky Investigation dal 26 maggio al 23 giugno 2025.
| nº | Titolo originale            | Titolo Italiano         | Prima TV Usa     | Prima TV Italia   |
| -- | --------------------------- | ----------------------- | ---------------- | ----------------- |
| 1  | Algún Día                   | Prima o poi             | 12 febbraio 2024 | 20 settembre 2024 |
| 2  | The Stories We Leave Behind | Quello che resta        | 19 febbraio 2024 | 27 settembre 2024 |
| 3  | Lifeline                    | Come un'ombra           | 26 febbraio 2024 | 4 ottobre 2024    |
| 4  | Left Unsaid                 | Rapimenti e bugie       | 4 marzo 2024     | 11 ottobre 2024   |
| 5  | The Plan                    | Il piano                | 25 marzo 2024    | 18 ottobre 2024   |
| 6  | Strange Invaders            | Incontri ravvicinati    | 1º aprile 2024   | 25 ottobre 2024   |
| 7  | A Thousand Yards            | Mille storie            | 15 aprile 2024   | 1º novembre 2024  |
| 8  | Heartless                   | Senza cuore             | 22 aprile 2024   | 8 novembre 2024   |
| 9  | Prime Cut                   | La ballata di Tom Riley | 29 aprile 2024   | 15 novembre 2024  |
| 10 | Reef Madness                | Reazione a catena       | 6 maggio 2024    | 15 novembre 2024  |

## Prima o poi
- Titolo originale: Algùn Dìa
- Diretto da: Diana Valentine
- Scritto da: Christopher J. Waild

### Trama
L'FBI arresta Torres per l'omicidio di Maurice Riva, l'uomo che ha tormentato la sua famiglia per anni quando lui e la sorella Lucia erano bambini. I colleghi dell'NCIS sono sconvolti e vorrebbero chiarire la vicenda, ma il Direttore Vance li informa che, considerato il conflitto d'interessi, il Bureau li ha esclusi dal caso. Essi decidono comunque di occuparsene malgrado le interferenze dell'FBI (che rifiuta di condividere i fascicoli) e l'esistenza di un video (che i test confermano essere autentico) registrato da Nick in persona nel quale quest'ultimo si addossa la responsabilità dell'omicidio. Al Quartier Generale arriva la sorella dell'Agente Speciale, Lucia Campbell, che ritiratasi dal JAG ha aperto uno studio privato. La sera della morte di Riva la donna ha ricevuto un messaggio sulla segreteria telefonica dal fratello in cui lui affermava di aver ritrovato l'uomo e pronuncia le parole "algùn dìa". Lucia racconta la storia della famiglia: la loro madre aveva assistito ad un crimine in Colombia perciò tutti e tre sono stati costretti a fuggire a Miami, in Florida, senza soldi né conoscenze. Un giorno, Maurice Riva li ha avvicinati offrendo alla madre un impiego e una green card; la donna se n'era innamorata e per un po' erano stati felici. Col passare del tempo, Riva era diventato violento, picchiando e minacciando la compagna dopo la scoperta che i suoi documenti erano stati utilizzati per commettere una truffa. Sentendo per l'ennesima volta le urla dell'uomo contro la madre, una notte la piccola Lucia aveva promesso al fratellino che "prima o poi" ("algùn dìa") avrebbero ottenuto giustizia. L'NCIS apprende che l'udienza di Torres è stata anticipata. Parker e Knight raggiungono l'esterno del tribunale ma è troppo tardi: gli altri agenti stanno già scortando fuori il loro collega ammanettato dopo che si è dichiarato colpevole. Torres viene trasferito nello stesso carcere nel quale si era infiltrato sotto copertura nel finale della precedente stagione, questa volta però il rischio è maggiore in quanto gli altri prigionieri sanno che è un federale. Successivamente, la squadra si rende conto che Torres sta coprendo la sorella nell'errata convinzione che sia stata lei ad uccidere Riva per onorare la promessa fattagli in passato; i due si sono quindi protetti a vicenda. Quella sera, Torres l'ha brutalmente aggredito, trattenendosi dallo sparargli, e invece è andato in un bar a bere, lasciando l'uomo ancora vivo. Quando il giorno seguente gli è stato notificato il mandato, lui pensava che fosse per aggressione, ma sentendo che era per omicidio ha immediatamente creduto che fosse stata Lucia. Alla fine sia Torres che la sorella vengono scagionati perché si scopre che è stata la madre di Reymundo, la nuova vittima delle violenze e delle manipolazioni di Riva; Torres è riaccolto in ufficio e consegna il distintivo a Parker, ritenendo di non meritare il rientro nella squadra, ma lui ne respinge le dimissioni. L'episodio si conclude con Parker che riceve una telefonata frenetica da Jimmy, che molto agitato gli comunica una notizia molto grave.
- Guest star: Al Sapienza (Maurice Riva), Pilar Holland (Lucia Campbell), Kim Matula (Agente Rose), Michael Garza (Reymundo De Leon), Chris Petrovski (Lev Trotski), J. Claude Deering (Curtis Hubley), Vanessa Martinez (Marta De Leon), Matthew Godbey (Agente Brian Colfax), Johanna Curé (Aida Torres), Julian Rangel (Nick Torres bambino), Rita Angel Taylor (Lucia Torres bambina), Jeffrey Boehm (agente penitenziario Otis Glazebrook).
- Ascolti USA: telespettatori 7 320 000[2]
- Ascolti Italia: telespettatori 778 000 – share 4,10%[3]

## Quello che resta
- Titolo originale: The Stories We Leave Behind
- Diretto da: Michael Zinberg
- Scritto da: Brian Dietzen e Scott Williams

### Trama
Jimmy fa visita al dottor Mallard la mattina dopo che lui lo aveva chiamato per discutere di un vecchio caso che gli era stato recentemente riproposto, solo per scoprire che Ducky è morto pacificamente nel sonno. Mentre la squadra piange la sua perdita, i membri decidono di onorarne la memoria occupandosi di quell'ultima sua indagine: egli infatti stava aiutando una ragazza, Serena Zawadski, a svelare la verità dietro le accuse feroci contro suo padre, un veterano dei Marines trovato ucciso da un colpo di pistola nei pressi di un bordello di Kabul, da parte di un Deputato candidato al Senato, Allan Berger. Grazie alle informazioni di Serena, agli appunti nei diari dell'anziano dottore e alla testimonianza di un ex commilitone e amico del padre diventato senzatetto, emerge che l'uomo, durante il tour in Afghanistan, aveva scoperto che il Deputato, all'epoca appaltatore civile a Kabul, prendeva tangenti dai trafficanti di droga e aveva minacciato l'altro Marine per ottenerne il silenzio, facendo poi in modo che Zawadski venisse congedato con disonore e creduto ingiustamente un tossicodipendente. Alla fine, Berger viene arrestato e ritira la propria candidatura.
Palmer si tormenta per non essere andato da Mallard la sera in cui lo aveva contattato e ogni personaggio ricorda con affetto momenti particolari condivisi con lui e l'influenza che ha avuto sulle loro vite. Negli ultimi minuti, mentre gli agenti si stanno preparando per recarsi al funerale, Anthony DiNozzo ricompare per salutare Jimmy e offrirgli parole di conforto, dicendogli che alla fine non rimangono soltanto le azioni compiute e le storie, bensì anche le vite che si sfiorano e le persone incontrate.
- Nota: L'episodio, scritto da Brian Dietzen (Jimmy Palmer) mette in scena il decesso di Ducky, il capo medico legale diventato storico ufficiale dell'NCIS, interpretato da David McCallum, scomparso il 25 settembre 2023: nel corso dell'episodio ogni personaggio ricorda un momento specifico condiviso con il dottor Mallard, oltre al fatto che vi sono numerosi rimandi alla vita reale e alla carriera di McCallum.
- Guest star: Michael Weatherly (ex Agente Speciale NCIS Anthony DiNozzo), David Starzyk (deputato Allan Berger), James Landry Hébert (Jonesy), Olivia Sanabia (Serena Zawadski), Selah Victor (Susan).
- Ascolti USA: telespettatori 7 430 000[4]
- Ascolti Italia: telespettatori 852 000 – share 4,50%[5]

## Come un'ombra
- Titolo originale: Lifeline
- Diretto da: Rocky Carroll
- Scritto da: Marco Schnabel

### Trama
In ufficio è la "giornata dello scambio", introdotta da Parker e nel corso della quale gli agenti lavorano in un reparto differente da quello operativo per conoscere meglio NCIS. McGee finisce in officina, Torres in contabilità, Knight alla manutenzione e Kasie al centralino. Mentre sta sostituendo la centralinista, Kasie risponde a una chiamata di emergenza da un uomo misterioso che si identifica solo con una matricola alfanumerica e sostiene di essere in pericolo; improvvisamente si sentono degli spari e la linea cade. La scienziata forense avverte i colleghi che iniziano a indagare. Il chiamante viene presto identificato come l'ex agente dell'NCIS Eric Webb, dimessosi a causa di un esaurimento; il segnale della chiamata conduce la squadra a una casa di Falls Church, dove vengono trovati cinque cadaveri, ma di Webb nessuna traccia. La comparsa di alcuni agenti della CIA offre i primi chiarimenti: la proprietà è una loro "casa sicura" che Webb sorvegliava per conto loro e la persona sotto custodia era Alexander Renard, un giovane hacker criminale arrestato una settimana prima a Parigi, che è una delle vittime. Renard affermava di conoscere i dettagli di un attacco terroristico interno quindi lo avevano riportato negli Stati Uniti per verificarli. Webb ricontatta Kasie dicendole che è l'unica di cui può fidarsi poiché convinto che dietro al complotto per incastrarlo come colpevole vi sia la CIA.
Parker e McGee parlano con Harlan Atwood, ex agente della CIA che ha conosciuto Webb in un'operazione congiunta otto anni prima, durante la quale un gruppo di terroristi aveva piazzato una bomba all'interno del Consolato americano a Valencia, in Spagna, provocando quindici morti. Emerge che la minaccia di un attentato è reale dato che si trova l'ordigno ma non il materiale esplosivo; Kasie successivamente scompare e i colleghi deducono che è stata sequestrata da Webb. Quando riescono a trovarli scoprono che Kasie sta aiutando Webb a scagionarsi, scoprendo che la mente di tutto è Atwood, che ha collocato la bomba a Langley. Atwood viene arrestato, il personale informato in tempo e l'edificio evacuato.
- Guest star: Chris L. McKenna (Eric Webb), Andy Favreau (agente della CIA Jim Hillcot), Louis Ferreira (Harlan Atwood), Indira G. Wilson (Vice Direttrice della CIA Westin), Billy Malone (meccanico dell'NCIS Dominic), Michael Shepperd (Louis), Victoria Kelleher (contabile dell'NCIS Barbara), Nina Concepcìon (operatrice del centralino dell'NCIS Gladys Molina), Harold Nieves Fisch (Alexander Renard), Marc Forget (Capitano Laugier del GIGN "Groupe d'intervention de la Gendarmerie Nationale", unità d'élite della Gendarmeria Nazionale francese).
- Ascolti USA: telespettatori 7 000 000[6]
- Ascolti Italia: telespettatori 829 000 – share 4,4%[7]

## Rapimenti e bugie
- Titolo originale: Left Unsaid
- Diretto da: Daniela Ruah
- Scritto da: Yasemin Yilmaz

### Trama
Il Sottufficiale di Terza Classe Derek Bailey, che stava lavorando su progetti classificati riguardanti una nuova batteria al grafene per un sommergibile della Marina, viene rapito durante il suo terzo tentativo di proposta di matrimonio alla propria fidanzata, in un parco nella valle dello Shenandoah: la ragazza, incinta di tre mesi, era stata bendata e, pensando ancora all'ennesima proposta andata a vuoto, aspetta alcuni giorni prima di denunciarne la scomparsa. Alcune riprese di sorveglianza mostrano che in realtà il rapimento è stato inscenato da una società che propone avventure estreme a pagamento ed è stato proprio Bailey a pagare affinché avvenisse. La titolare riferisce agli agenti che egli ha acquistato il pacchetto "isolamento di tre giorni" e dovrebbe quindi essere rinchiuso in una stanza, ma appena la porta si apre essi trovano il cadavere dell'uomo che avrebbe dovuto sorvegliarlo (uno dei dipendenti).
L'indagine conduce la squadra al padre naturale dell'ufficiale, un uomo d'affari di spicco e miliardario che non aveva idea della sua esistenza fino a poco tempo prima, ma che ora desidera recuperare il rapporto con il figlio ed è perciò determinato a pagare il riscatto per tentare di riaverlo indietro (infatti è stato già contattato dai rapitori). 
Il team di Parker scoprirà che dietro al rapimento c'è proprio la fidanzata, fattasi aiutare da un suo ex: lei aveva scoperto le origini facoltose del futuro suocero e aveva escogitato il rapimento per intascare il cospicuo riscatto, trovano infatti diverse contraddizioni da quello raccontato finora, come essere stata chiusa nel bagaglio di una macchina, che si rivela troppo piccolo e dal sangue lasciato e analizzato scoprono che non è neppure incinta.
Nel frattempo, Torres è costretto a lasciare temporaneamente il proprio appartamento a causa di spore di muffa nera e si trasferisce da Parker, che ha deciso di perseguire uno stile di vita più sano; per non farlo sentire a disagio, Torres si adegua a bere estratti biologici, mangiare frutta e svolgere allenamenti intensivi, anche se ammette ai colleghi di essere in difficoltà tanto da trasgredire qualche volta.
Alla fine Parker confessa a Nick (che dovrà restare da lui più del previsto) di avere intenzione di interrompere la nuova "routine" perché gli mancano le prelibatezze che solitamente offre alla squadra e lui ne è sollevato.
- Nota: l'episodio è diretto dall'attrice Daniela Ruah, interprete dell'agente speciale Kensi Blye nello spin-off "NCIS: Los Angeles".
- Guest star: Carson Fagerbakke (Tanya Ellsworth), Alastair Duncan (Ron Davenport), Jake Thomas (Sottufficiale Derek Bailey), Carly Hughes (Vicky Meyer), Devin Crittenden (Mickey Steele), Nancy Daly (Claire Raider), Joe Fusco (signor Dawson), Kschris Anda (guardia di sicurezza Troy), Benmio McCrea (avvocato).
- Ascolti USA: telespettarori 6 910 000[8]
- Ascolti Italia: telespettatori 766 000 – share 4%[9]

## Il piano
- Titolo originale: The Plan
- Diretto da: Lionel Coleman
- Scritto da: Katherine Beattie e Chad Gomez Creasey

### Trama
L'Agente Speciale James Chen, infiltrato sotto copertura su un peschereccio cinese al largo della Nigeria per smascherare un traffico di droga, viene trovato con la gola tagliata nella baita in Virginia di proprietà dell'ex moglie, tre giorni dopo l'esplosione dell'imbarcazione. Egli aveva un appuntamento con Feng Zhao, Agente Speciale Capo dell'ufficio NCIS dell'Estremo Oriente e suo supervisore, nonché padre di Knight, che aveva contattato per riferire che una persona a bordo necessitava del loro aiuto; Zhao risulta irreperibile, perciò la squadra inizia a pensare che possa essere coinvolto nell'omicidio; mentre Knight si agita soprattutto perché il padre segue sempre rigorosamente il protocollo, finché lei stessa non si trova faccia a faccia proprio con lui nel bosco attorno alla capanna. Al quartier generale, lei è infuriata per aver creduto che fosse morto e poiché il padre non l'ha richiamata. Quest'ultimo spiega che Chen era stato scoperto dall'equipaggio del peschereccio (che trasportava fentanyl) e aveva dunque provocato l'esplosione allo scopo di scappare, ma non sa chi sia la donna da lui menzionata.
Vance ordina che Zhao collabori con la squadra per risolvere il caso: la donna è identificata come la dottoressa Mei Li, una scienziata che sta testando la genetica dei virus introducendone illegalmente le colture negli Stati Uniti per consentire agli esperti americani del settore di creare un antidoto, e l'indagine culmina nella scomparsa della valigetta contenente le armi biologiche.
Nel corso dell'episodio, Knight affronta un dramma familiare causato dalla comparsa del padre, che è all'oscuro della relazione tra lei e Palmer, e i due si scontrano: il padre le fa notare che il medico legale intralcia l'ambizioso piano di carriera elaborato da entrambi per lei fin da quando era bambina, ma lei replica che Jimmy è una persona fantastica. La tensione si ripercuote sullo stesso Jimmy, al quale Jessica confida di non aver parlato di lui al padre perché quest'ultimo non ha mai approvato i suoi precedenti fidanzati. Successivamente, Zhao comunica alla figlia che intende andare in pensione e che ha raccomandato lei per sostituirlo all'ufficio dell'Estremo Oriente; lei ne è grata, ma ripete di non voler rinunciare a Jimmy, che osserva che la proposta è una grande opportunità e aggiunge che lui la sosterrà qualunque decisione lei prenderà. Lei afferma che non accetterà perché lo ama e con lui e lì a Washington ha trovato un posto in cui stare bene.
Nel frattempo, su insistenza della moglie Delilah, McGee ha effettuato un test di genealogia online, dal quale apprende di avere una piccola percentuale di origini danesi e soprattutto, con sorpresa, una sorellastra di nome Lauren Redding. Non ritenendo possibile che il padre, l'Ammiraglio John McGee, abbia potuto tradire la madre e avere una figlia al di fuori del matrimonio, egli chiede a Kasie di svolgere un controllo ulteriore; scoprirà che il padre era donatore di sperma e ha aiutato una coppia che non poteva concepire ricorrendo alla fecondazione in vitro.
- Guest star: Russell Wong (Agente Speciale Capo Feng Zhao), Jona Xiao (dottoressa Mei Li), Jeanette O' Connor (Teri), Massi Pregoni (manager Kenny), Jason Ko (Agente Speciale dell'NCIS James Chen), David Will No (Philip Tan).
- Ascolti USA: telespettatori 6 150 000[10]
- Ascolti Italia: telespettatori 814 000 – share 4,1%[11]

## Incontri ravvicinati
- Titolo originale: Strange Invaders
- Diretto da: Claudia Yarmy
- Scritto da: Gina Gold, Aurorae Khoo e Steven D. Binder

### Trama
L'omicidio del Tenente Elliot Greene, pilota della Marina, il cui cadavere presenta ferite insolite, trascina la squadra dell'NCIS nel mondo delle invasioni aliene, dopo aver guardato il video di una testimonianza della vittima davanti al Congresso, durante la quale sosteneva di aver visto un oggetto volante non identificato. Mentre gli agenti si interrogano sulla fondatezza delle sue affermazioni, McGee e Knight si infiltrano in un gruppo di fanatici degli alieni. La manifestazione di fenomeni strani rafforza l'ipotesi dell'esistenza delle creature.
Successivamente, l'indagine rivela che l'oggetto visto da Greene è in realtà un drone autonomo letale che rappresenta un rischio per la sicurezza nazionale in quanto potenziale nuova arma di distruzione di massa. La deputata che aveva assistito alla testimonianza del tenente avverte l'NCIS che è necessario assicurarsi che i droni non cadano in mani sbagliate, anche se poi si scopre che lei stessa è in affari con trafficanti d'armi. Grazie all'aiuto dell'ingegnere che ha progettato il drone, dotandolo di un'intelligenza artificiale che ha assorbito tutti i ricordi riguardanti il proprio figlio deceduto anni prima, la squadra è in grado di disattivare da remoto il software contenuto all'interno del sistema dei droni per impedirne l'utilizzo. I trafficanti non vengono catturati, ma ogni agenzia ora possiede le informazioni per cercarli.
Nel frattempo, McGee riceve una bizzarra richiesta dalla moglie Delilah e la disapprova, spingendola a creare un sondaggio online affinché siano i suoi colleghi a decidere. Il risultato alla fine è a favore di Tim.
- Guest star: James Immekus (Daniel Silcott), J. Claude Deering (Curtis Hubley), Tommy Snider (Nestor Quinn), Mandy Levin (deputata Shirley Ives), Iman Crosson (Tenente della Marina Elliot Greene), Cary Christopher (Kaiden Silcott), Tacey Adams (nonna avatar), Swati Kapila (CEO Tamara Hamilton).
- Ascolti USA: telespettatori 5 900 000[12]
- Ascolti Italia: telespettatori 714 000 – share 3,7%[13]

## Mille storie
- Titolo originale: A Thousand Yards
- Diretto da: Diana Valentine
- Scritto da: Christopher J. Waild

### Trama
Il Direttore Vance è in visita alla tomba della defunta moglie Jackie e viene raggiunto dal figlio Jared, col quale ha un rapporto teso. I due iniziano a discutere, quando improvvisamente Vance si accascia al suolo, colpito alla schiena da un proiettile. McGee e Parker si precipitano in ospedale, dove Jared li informa che il padre è in prognosi riservata e consegna loro uno schema delle loro posizioni al cimitero appuntato su un foglio. Torres e Knight si recano sul luogo e, grazie allo schizzo, individuano il punto esatto da cui è partito lo sparo. Subito dopo, una serie di esplosioni scuote Washington; classificate dai notiziari come accidentali, in realtà sono mirate poiché colpiscono luoghi collegati all'NCIS.
Vance si risveglia e assegna temporaneamente a McGee il proprio incarico, mentre a complicare la situazione, Kasie e un collega del reparto informatico scoprono un hackeraggio che porta alla luce l'indiretto coinvolgimento di Jared, che ha conosciuto online una ragazza, Lindsey Wexler, che ha pubblicato commenti minacciosi nei confronti dell'NCIS. Durante l'interrogatorio, Fornell riconosce una frase da lei pronunciata avendola già sentita in vecchio caso risolto insieme a Gibbs, nel quale avevano sventato l'assassinio dell'allora Presidente degli Stati Uniti a bordo dell'Air Force One: la ragazza non è altri che la figlia dell'attentatore, decisa a vendicarsi, ed è colei che ha sparato a Vance. La persona che l'ha assoldata, tuttavia, è Fletcher Voss, creatore della piattaforma utilizzata dall'NCIS per condividere notifiche sui casi e che l'ha adescata online propinandole teorie cospiratorie sull'agenzia.
Il reparto informatico scopre che la causa dell'hackeraggio è un malware penetrato nei server dell'NCIS; McGee deduce che era solo un test di prova e che il piano di Lindsey è di compromettere il sistema dell'aereo presidenziale. Kasie contatta uno degli agenti dei Servizi Segreti addetti alla scorta personale del Presidente per avvertire del pericolo a bordo, ma lui rifiuta di fermare il decollo non ritenendo la minaccia credibile, ma la squadra, giunta all'aeroporto, riesce comunque a fermare l'aereo.
Jared va a trovare il padre in ospedale e i due si riappacificano.
- Note. Questo è l'episodio n° 1000 dell'intero franchise dell'universo di NCIS ed è pieno di riferimenti e di clip tratti dall'intera serie e da tutti i suoi spin-off.
- Accreditate come Special Guest Star: Vanessa Lachey (Agente Speciale Supervisore dell'ufficio NCIS delle Hawai'i Jane Tennant), Daniela Ruah (agente speciale dell'OSP di Los Angeles Kensi Blye)
- Guest star: Spence Moore II (Jared Vance), T. J. Thyne (Fletcher Voss), Shelby Flannery (Lindsey Wexler), J. Claude Deering (Curtis Hubley), Jeremy John Wells (agente William Baer, jr.), Joe Spano (ex agente speciale FBI Tobias Fornell), Derek Phillips Jr. (Jared a nove anni).
- Ascolti USA: telespettatori 6 700 000[15]
- Ascolti Italia: telespettatori 799 000 – share 4,2%[16]

## Senza cuore
- Titolo originale: Heartless
- Diretto da: Michael Zinberg
- Scritto da: Sydney Mitchel e Brendan Fehily

### Trama
Il Capitano Erik Harper, cardiochirurgo del Centro Medico della Marina di Portsmouth, viene rapito all'esterno dell'ospedale appena dopo aver svolto una simulazione di intervento con due giovani specializzandi; poco più tardi, viene rinvenuto il suo cadavere, ucciso con un solo colpo alla testa. Poiché sul camice che indossa vi sono tracce di sangue, Kasie ritiene che esso appartenga a qualcun altro, molto probabilmente un paziente che il dottore è stato costretto ad operare: se il paziente è deceduto, sarebbe un movente per aver ucciso Harper (che era uno dei migliori al mondo proprio perché non ne aveva mai perso nessuno). Nel furgone utilizzato per il rapimento, dato alle fiamme dai rapitori, Kasie scova un piccolo registratore appartenente ad Harper il cui contenuto rivela due voci che parlano in spagnolo: Torres riconosce il soprannome "El Viento" (= "il vento"), dato al boss del cartello colombiano di Cali, Carlos Savina, perché finora è sempre sfuggito alla cattura. Aggiornato sulla notizia che Savina potrebbe trovarsi negli Stati Uniti, Vance chiede a Parker di impegnarsi a fondo per riuscire finalmente ad arrestarlo, per lui è infatti una questione personale: anni prima, ha guidato un raid in uno dei suoi covi che purtroppo è finito con la morte di due agenti dell'NCIS.
Gli uomini di Savina hanno rapito Harper per costringerlo ad operare il loro capo, affetto da un grave e raro tumore al cuore (la specialità di Erik), ma avendolo ucciso forse l'intervento ha avuto complicazioni. Grazie al colloquio con una fisiatra con la quale Harper aveva spesso appuntamenti, si scopre che egli soffriva di un tremore alle mani che naturalmente avrebbe presto compromesso la sua carriera in sala operatoria, ed ecco il motivo per il quale è stato eliminato dagli uomini del cartello.
Parker si reca nuovamente a parlare con la collega di Harper, la dottoressa Clara Logan, la quale non era a conoscenza del tremore; improvvisamente, nello studio irrompono i narcotrafficanti che rapiscono la donna (infatti vogliono che lei finisca il lavoro iniziato dal suo mentore). Parker, per proteggerla, si finge medico e si lascia sequestrare insieme a lei (lasciando distintivo e arma in un cassetto). Durante il tragitto, lei non si sente all'altezza dell'intervento da eseguire, anche perché non sa come saranno né l'ambiente né la strumentazione, ma Parker prova a tranquillizzarla affermando di aver capito che Harper aveva fiducia in lei (leggendo l'articolo di una rivista del settore che esaltava il talento dei due), e quindi ne ha anche lui. Inoltre, lei si mostra preoccupata dalla mancanza di una formazione medica nell'agente, che potrebbe insospettire i trafficanti, suggerendogli di parlare solo se necessario per risultare comunque convincente. Arrivati alla struttura allestita per l'intervento, i rapitori li informano che l'hanno preparata modellandola sulla sala operatoria di Harper: Savina è già pronto e minaccia Parker e la Logan che se dovesse morire, anche loro verranno uccisi come lui.
La dottoressa Logan inizia il delicato intervento, assistita da Parker (che si limita a concordare sulle sue decisioni), costretto ad affrontare la propria fobia degli aghi, sebbene la loro concentrazione sia ostacolata dalle armi puntate contro di loro.
Nel frattempo, McGee, Torres e Knight trovano il distintivo e la pistola di Parker deducendo che è stato rapito insieme alla dottoressa, rintracciano un carico di forniture mediche consegnate presso la struttura e interrompono l'intervento chirurgico per uno scontro a fuoco con gli uomini del cartello, salvando il loro capo e la Logan. Savina viene portato in un vero ospedale, dove il tumore è rimosso con successo, e arrestato (per la soddisfazione di Vance). Parker va a trovare Clara, sottoposta ad una piccola operazione per riaggiustare il polso rotto: i due si ringraziano a vicenda (nonostante l'esperienza, lui non ha superato la fobia degli aghi) e poi Knight loda il coraggio della donna.
All'inizio dell'episodio, Torres rivela ai colleghi che lui e Parker stanno partecipando ad un torneo di basket 2 contro 2 e hanno una partita programmata per il sabato seguente. Quest'ultimo, tuttavia, compare in ufficio con un torcicollo: gli vengono proposti diversi rimedi, che però non sembrano funzionare, finché non sarà proprio Nick a guarirlo.
- Guest star: Christina Kirk (dottoressa Clara Logan), Juan Javier Cardenas (Carlos "El Viento" Savina), Tim Russ (dottor Erik Harper), Krishna Smitha (dottoressa Carrie Moran), Jake B. Miller (Jim), Michael Monasterio (Miguel Ortega), Mathew Yanagiya (specializzando Ryan Cross), Calida Jones (specializzanda Alicia Tankersley), George Tsai (infermiere Keith Johnson).
- Ascolti USA: telespettatori 6 290 000[17]
- Ascolti Italia: telespettatori 688 000 – share 3,5%[18]

## La ballata di Tom Riley
- Titolo originale: Prime Cut
- Diretto da: Diana Valentine
- Scritto da: Chad Gomez Creasey & Marco Schnabel

### Trama
I resti smembrati del Capitano dei Marine Tom Riley vengono rinvenuti a Washington nonostante risultasse morto già da due anni. La squadra indagando scopre che Riley si era nascosto in Texas sotto la falsa identità di Tom Wade.
Torres e Knight volano dunque nella contea di Farnsworth per approfondire: lì apprendono che la vittima era stata assunta da Carl Bannon, ricchissimo e arrogante proprietario di un ranch e che ha un figlio avvocato, Jackson. Le informazioni raccolte indicano che Riley aveva iniziato a frequentare un gruppo di sostegno contro l'alcolismo da cui era dipendente e aveva scoperto qualcosa sul conto di Bannon che potrebbe aver condotto al suo omicidio. Dopo aver scoperto che l'uomo è stato accusato di aver appiccato un incendio ai terreni dei vicini per danneggiare la loro azienda, Knight inizia a sospettare di lui.
Gli agenti capiscono che il Capitano aveva scoperto l'esistenza di un traffico di metanfetamine tra il Texas e il Maryland gestito da una delle dipendenti del ranch e da un complice che lavora presso una delle macellerie appartenenti a Bannon, e i due vengono arrestati. Knight dopo aver scoperto che Jackson aveva una relazione segreta con Riley, lo incoraggia a uscire allo scoperto e vivere la sua vita lontano dal padre.
Nel frattempo, Delilah decide di rinnovare la cucina e assume perciò la nota star di un reality show sulle ristrutturazioni domestiche, con disappunto di McGee che cede vedendo il suo entusiasmo, ma alla fine Delilah comunica a Tim di aver cambiato idea: non vuole più ristrutturare poiché si è resa conto che la loro casa racconta la storia della loro famiglia e non vuole cancellarla.
- Guest star: Margo Harshman (Delilah Fielding), Antoni Corone (Carl Bannon), Rose Portillo (sceriffo Jo), Jonathan Keltz (Jackson Bannon), Marnee Carpenter (Alma Bolston), Jennifer Jalene (Maggiore dei Marine Diane Vicks), Burgandi Trejo Phoenix (Rachel Calley), Jerry Kernion (pastore Alan), Matthew Downs (Bill Norian), Cody John (Freddy), Elisa Donovan (Carol).
- Ascolti USA: telespettatori 6 660 000[19]
- Ascolti Italia: telespettatori 655 000 – share 3,3%[20]

## Reazione a catena
- Titolo originale: Reef Madness
- Diretto da: José Clemente Hernandez
- Scritto da: Scott Williams

### Trama
I cadaveri di tre persone, di cui un ufficiale della marina, con apparentemente nessun legame tra loro vengono trovati su una nave della Marina che sta per essere affondata e trasformata in una barriera corallina artificiale. Dopo un primo sopralluogo, Parker e Knight osservano meglio una foto della scena e notano un oggetto luccicante precedentemente sfuggito: dato che potrebbe trattarsi di una prova chiave per la risoluzione del caso, i due tornano sulla nave senza avvertire il resto della squadra, ma qualcuno li chiude all'interno della sala macchine intrappolandoli. Parker si ferisce e inizia a perdere sangue, costringendo Jessica a impegnarsi da sola per scovare una via d'uscita e contemporaneamente a cercare di aiutarlo; i colleghi, preoccupati della loro prolungata assenza, ne ripercorrono i passi deducendo che per trovarli devono risolvere il triplice omicidio, scoprendo che i responsabili sono la moglie dell'ufficiale e lo zio.
Le condizioni di Parker peggiorano al punto da avere le allucinazioni di una ragazzina di nome Lily. Knight intanto individua una botola sul pavimento che si rivela essere piena di acqua, ma decide comunque di immergersi per cercare una via d'uscita a nuoto.
McGee, Torres, Kasie e Palmer raggiungono la nave e iniziano a perlustrarla; sentendo dei rumori arrivano al punto in cui sbuca la botola salvando Knight, che li conduce da Parker.
In ospedale, Vance loda Knight per il coraggio dimostrato e la informa che riceverà una medaglia al valore. Parker si risveglia e la ringrazia nuovamente per averlo salvato; lei gli chiede chi sia la ragazzina della quale l'ha sentito parlare, ma lui afferma di non ricordarla.
Vance quella mattina aveva offerto a Knight l'incarico di capo addestratore della squadra REACT a Camp Pendleton, in California: lei ne era rimasta lusingata, ma insicura di accettare perché all'NCIS si trova bene e perché non vuole lasciare Jimmy. Più tardi, aveva condiviso la notizia con Palmer che inizialmente l'aveva appoggiata, salvo poi reagire in modo aggressivo menzionando tutte le persone importanti che aveva perso negli ultimi tempi, arrivando a troncare la loro relazione.
I due avranno l'occasione di chiarirsi in ospedale al termine della vicenda e Jessica accetterà l'incarico.
- Guest star: Adam Ferrara (Sammy Craig), Bruce Nozick (Lacy), Matthew Yang King (Michael Chang), Michael Monks (Edgar), Gabriella Piazza (Molly Mackin), Kent Shocknek (conduttore del telegiornale Guy Ross), Tammi Mac (Janice), Kensie Mills (Lily), Milo Cragnotti (piccolo Parker).
- Ascolti USA: telespettatori 6 840 000[21]
- Ascolti Italia: telespettatori 641 000 – share 3,6%[20]